# Гамбит Рубинштейна
Гамби́т Рубинште́йна — гамбитное продолжение испанского варианта дебюта четырёх коней (1—3), возникающего после хода 4.Сb5 (англ. Four Knights Game: Spanish Variation, Rubinstein Countergambit): 
 1. e2—e4 e7—e5 
 2. Кg1—f3 Кb8—c6 
 3. Кb1—c3 Кg8—f6 
 4. Сf1—b5 Кc6—d4 (испанский вариант и гамбит Рубинштейна).

## История
Указанное продолжение дебюта четырёх коней известно с конца XIX столетия, в начале XX века данное начало периодически встречалось в партиях Ф. Маршалла. Однако существенную роль в разработке дебюта и введении его в практику сыграл польский шахматист Акиба Рубинштейн. Впервые он применил данное начало в ходе международного турнира в Сан-Себастьяне в 1912 году, где одержал убедительную победу над Р. Шпильманом.
В 1920 году Е. Боголюбов в матче против А. Рубинштейна трижды применил продолжение 5. Кf3:e5 и каждый раз добивался победы, вследствие чего репутация гамбита была поставлена под сомнение. Однако несколько лет спустя усилиями немецких шахматистов Г. Вагнера и Р. Тейхмана за чёрных были найдены новые возможности для полноправной игры.
Гамбит Рубинштейна не потерял актуальности и по сей день, из современных шахматистов его периодически применяют М. Хебден и О. Корнеев.

## Идеи дебюта
Делая дважды ход конём в дебюте, чёрные теряют темп, а в ряде вариантов и пешку, однако получают возможность перехватить инициативу, восстановить материальное равновесие и получить позиционное преимущество. Гамбит имеет множество разветвлений, некоторые варианты сводят партию к ничьей, другие ведут к острой игре со взаимными шансами.

## Варианты
- 5. Сb5-a4 — наиболее популярное и стратегически содержательное продолжение. Белые временно связывают пешку d7, не позволяя чёрным создать контригру путём d7-d5. Далее возможно:
  - 5. … Сf8-c5 6. Kf3:e5 0—0 7. Кe5-d3 Сc5-b6
    - 8. Кd3-f4 d7-d5 9. d2-d3 c7-c6 10. h2-h3 (либо 10. …f2-f3?!) 10. … Лf8-e8 11. 0—0 d5:e4 12. d3:e4 Кf6:e4 13. Кc3:e4 Лe8:e4 14. c2-c3 — с равной игрой.
    - 8. e4-e5 Кf6-e8 9. 0—0 d7-d6! 10. e5:d6 Кe8-f6
    - 8. 0—0 d7-d5! 9. Кc3:d5 Кf6:d5 10. e4:d5 Фd8:d5 — с равной игрой.
- 5. Сb5-c4 — белые атакуют уязвимый пункт f7, однако допускают продвижение чёрной пешки по линии d. Возможное продолжение:
  - 5. … Сf8-c5 6. Кf3:e5 Фd8-e7 7. Кe5-f3 d7-d5 8. Кc3:d5 Фe7:e4+ 9. Кd5-e3 Сc8-g4 10. Сc4-e2 Кd4:e2 11. Фd1:e2 0—0—0 — с равной игрой.
- 5. Кf3:e5 Фd8-e7 6. f2-f4 — вариант Боголюбова.
- 5. Кf3:d4 — разменный вариант.
  - 5. … e5:d4 6. e4-e5 d4:c3 7. e5:f6
    - 7. … Фd8:f6 8. d2:c3 Фf6-e5+ 9. Фd1-e2 Фe5:e2+ — ничейная позиция.
    - 7. … c3:d2+ 8. Сc1:d2 Фd8:f6 9. 0—0 — белые завершают дебют и получают возможности для атаки (см. примерную партию № 2).
- 5. 0—0 — вариант Хенебергера. Далее возможно упрощение позиции, выгодное для чёрных: 5. … Кd4:b5 6. Кc3:b5 c7-c6 7. Кb5-c3 d7-d6 8. d2-d4 Фd8-c7.
- 5. Сb5-e2 Кd4:f3 6. Сe2:f3 Сf8-c5 7. 0—0 0—0 8. d2-d3 d7-d6 9. Кc3-a4 Сc5-b6 — вариант Мароци.

## Примерные партии
- Бельзицман — Рубинштейн, Варшава, 1917[7]

1. e2-e4 e7-e5 2. Кg1-f3 Кb8-c6 3. Кb1-c3 Кg8-f6 4. Сf1-b5 Кc6-d4 5. Сb5-c4 Сf8-c5 6. Кf3:e5 Фd8-e7 7. Кe5-d3 d7-d5 8. Кc3:d5 Фe7:e4+ 9. Кd5-e3 Сc5-d6 10. 0—0 b7-b5 11. Сc4-b3 Сc8-b7 12. Кd3-e1 Фe4-h4 13. g2-g3 Фh4-h3 14. c2-c3 h7-h5 15. c3:d4 h5-h4 16. Фd1-e2 Фh3:h2+ 17. Крg1:h2 h4:g3+ 18. Крh2-g1 Лh8-h1х
- Шипман — Вебер, Нью-Йорк, 1985[8]

1. e2-e4 e7-e5 2. Кg1-f3 Кb8-c6 3. Кb1-c3 Кg8-f6 4. Сf1-b5 Кc6-d4 5. Кf3:d4 e5:d4 6. e4-e5 d4:c3 7. e5:f6 c3:d2+ 8. Сc1:d2 Фd8:f6 9. 0—0 Сf8-e7 10. Сd2-c3 Фf6-g5 11. Лf1-e1 Фg5:b5 12. Фd1-g4 Лh8-g8 13. Лe1:e7+ Крe8:e7 14. Фg4-e4+ Крe7-d8 15. Фe4-h4+ f7-f6 16. Сc3:f6+ Крd8-e8 17. Лa1-e1+ Крe8-f7 18. Лe1-e7+ Крf7-g6 19. Сf6-e5 d7-d6 20. Фh4-g3+ Крg6-h5 21. Фg3-f3+ Крh5-h6 22. Фf3-f4+ g7-g5 23. Фf4-f6+ Лg8-g6 24. Лe7:h7+ Крh6:h7 25. Фf8-h8х